# Callum Keith Rennie
Callum Keith Rennie (ur. 14 września 1960 w Sunderlandzie) – kanadyjski aktor, rozpoznawalny w Polsce przede wszystkim dzięki roli Stanleya Raymonda Kowalskiego w kanadyjskim serialu Na południe.

## Życiorys

### Wczesne lata
Urodził się w Sunderlandzie, w hrabstwie Tyne and Wear w Wielkiej Brytanii, jako drugi z trzech braci Szkotów. Kiedy miał cztery lata, wraz z rodziną wyemigrował do Kanady. Dorastał w Edmonton w prowincji Alberta. Ukończył Strathcona High School, gdzie spotykał się i zaprzyjaźnił z Bruce McCullochem. Podczas studiów na Uniwersytecie Alberty udzielał się w lokalnym radiu uniwersyteckim.

### Kariera
Pracował w różnych zawodach, w tym w mniejszych teatrach. W wieku 25 lat pojawił się w A.B.O.P. Theatre w spektaklu Ameryka, prezentowanym na Edmonton International Fringe Festival. Po ukończeniu Bruhanski Theater Studio w Vancouver, w 1989 mając 33 lata wystąpił nawet na profesjonalnej scenie w przedstawieniu Lost Souls and Missing Persons, produkcji Touchstone Theatre. Otrzymał zaproszenie do pracy na Shaw Festival, gdzie wystąpił w Man and Superman i Trelawny of the Wells (1990).
W 1993 pojawił się gościnnie w serialu Nieśmiertelny (Highlander: The Series). W 1997 jako Johnny Johansson w serialu Moje życie pod psem (My Life as a Dog, 1995–1996) otrzymał Nagrodę Gemini.

## Filmografia

### filmy fabularne
- 1994: Strażnik czasu (Timecop) jako nieznajomy
- 1995: Lot 174 (TV) jako Pumper
- 1997: Spryciarz jako Ollie
- 1997: Nadbagaż jako menedżer motelu
- 1999: eXistenZ jako Hugo Carlaw
- 2000: Memento jako Dodd
- 2001: Niebezpieczne miasto jako Laramie
- 2003: Zapłata (Paycheck) jako strażnik Jude
- 2004: Efekt motyla jako Jason Treborn
- 2004: Pięć osób, które spotkamy w niebie (TV) jako ojciec Eddiego
- 2004: Blade: Mroczna trójca jako Asher Talos
- 2005: Bezcenna Jane (TV) jako Mitchell
- 2006: Śniegowe ciastko (Snow Cake) jako John Neil
- 2007: Czyściciel jako Shaw
- 2007: Niewidzialnyjako detektyw Brian Larson
- 2007: Jedwab (Silk) jako Schuyler
- 2008: Z Archiwum X: Chcę wierzyć jako Janke Dacyshyn
- 2009: Wyspa Harpera jako John Wakefield
- 2009: Przypadek 39 jako Edward Sullivan
- 2015: Pięćdziesiąt twarzy Greya jako Ray Steele
- 2016: Warcraft: Początek jako Moroes
- 2018: Nowe oblicze Greya jako Ray Steele

### seriale TV
- 1993: Nieśmiertelny (Highlander: The Series) jako Neal
- 1994: Z Archiwum X jako Tommy
- 1995: Szeryf (The Marshal) jako Cal
- 1995: Po tamtej stronie jako Carlito
- 1995: Z Archiwum X jako cmentarny Groundskeeper
- 1995: Nieśmiertelny (Highlander: The Series) jako Tyler King
- 1995–1996: Moje życie pod psem jako Johnny Johansson
- 1997: Nikita jako Gray Wellman
- 1997–1999: Na południe jako detektyw Stanley Raymond Kowalski
- 2002: Rozkosz pożądania (Bliss) jako Mike
- 2002: Anioł ciemności jako szeryf Lamar
- 2003: Prawdziwe powołanie jako Elliot Winters
- 2004: Szpital „Królestwo” jako Earl Candleton
- 2004–2009: Battlestar Galactica jako Leoben Conoy
- 2005: Nie z tego świata jako Roy
- 2006: Słowo na L jako Danny Wilson
- 2006: Tajemnice Smallville jako Tyler McKnight
- 2007: Uwaga, faceci! jako Jeff
- 2007: Blaszany bohater jako Zero
- 2007: Bionic Woman: Agentka przyszłości jako Victor Booth
- 2007–2013: Californication jako Lew Ashby
- 2009: Wyspa Harpera jako John Wakefield
- 2009: FlashForward: Przebłysk jutra jako Jeff Slingerland
- 2010: 24 jako Vladimir Laitanan
- 2010: FlashForward: Przebłysk jutra jako dr Maurice Raynaud
- 2010–2011: Tożsamość śledztwa jako detektyw Ben Sullivan
- 2011: Nowe gliny jako Jamie Brennan
- 2011: Alphas jako Don Wilson
- 2011: CSI: Kryminalne zagadki Miami jako Jack Toller
- 2011–2012: Dochodzenie (The Killing) jako Rick Felder
- 2015–2016: Longmire jako Walker Browning
- 2016: Man Seeking Woman jako McQuaid
- 2016: DC’s Legends of Tomorrow jako John Valler
- 2016: Człowiek z Wysokiego Zamku jako Gary Connell
- 2016: Jessica Jones jako Karl Malus